# 海倫市
海倫市（かいりん-し）は中華人民共和国黒竜江省綏化市に位置する県級市。国家級貧困県に指定されている。

## 地理
海倫市は黒竜江省中部、通肯河の東岸、小興安嶺から松嫩平原にかけての過渡地帯に位置する。年平均気温1℃、降水量550mmである。

## 歴史
市名は市内南部を流れる海倫河に由来する。海倫とは満洲語でカワウソを意味するハイルン（満洲語:ᡥᠠᡳᠯᡠᠨ、転写:hailun）の音写である。
1904年（光緒30年）、清朝により設置された海倫庁を前身とする。1908年（光緒34年）に海倫府に改編され、中華民国成立後の1913年（民国2年）に海倫県と改編された。1989年に県級市の海倫市と改編され現在に至る。

## 行政区画
14鎮、9郷を管轄：
- 鎮：海倫鎮、海北鎮、倫河鎮、共合鎮、海興鎮、祥富鎮、東風鎮、百祥鎮、向栄鎮、永富鎮、長発鎮、聯発鎮、前進鎮、共栄鎮
- 郷：東林郷、海南郷、楽業郷、福民郷、豊山郷、永和郷、愛民郷、扎音河郷、双録郷

## 民族
漢民族を主に、朝鮮族、回族、満族、モンゴル族、トゥチャ族、ダウール族、シベ族、リー族、イ族の9の少数民族が住む。

## 経済
農業が発達し、中国の商品食糧生産基地と農業近代化実験基地と位置づけられている。大豆に小麦、トウモロコシ、亜麻、タバコ、甜菜、糜穀、カラシナ、ヒマワリの種、ゴマなどが豊富に産する。工業には製糖、乳製品、酒造、プラスチック、機械産業がある。

## 産物
野生の漢方薬の材料に甜甘草、党参、防風、柴胡、地丁、桔梗などがある。 
野生動物にカワウソ、ニオイネズミ、ヘラジカ、ニホンジカ、ツキノワグマ、ノロジカ、イノシシ、オオヤマネコ等がある。 
野生植物にワラビ、金花菜、ハシバミ、クヌギ、キノコ等がある。

## 文化
民間に古くから剪紙工芸が伝わっている。

## 交通

### 鉄道
- 中国鉄路総公司
  - 中国鉄路ハルビン局集団公司
    - 浜北線（ハルビン方面）- 東辺井駅（中国語版） - 海倫駅 - 扎音河駅（中国語版） - 海北駅（中国語版） -（北安方面）

### 道路
- 高速道路
  - 綏北高速道路

## 健康・医療・衛生
- 海倫市人民医院